# The Line-Up (film 1913)
The Line-Up è un cortometraggio muto del 1913 diretto da William Humphrey. La sceneggiatura si deve a Catherine Carr e e George Cameron (quest'ultimo, in effetti è una donna, la commediografa Gladys Rankin, conosciuta anche sotto il nome di Mrs. Sidney Drew da quello del marito Sidney, noto attore teatrale e cinematografico).

## Produzione
Il film fu prodotto dalla Vitagraph Company of America.

## Distribuzione
Distribuito dalla General Film Company, il film - un cortometraggio in due bobine - uscì nelle sale cinematografiche statunitensi il 16 agosto 1913.